# Одије
Одије је у грчкој митологији било име више личности.

## Митологија
1. У Хомеровој „Илијади“, био је Мекистејев син и Епистрофов брат. Учествовао је у тројанском рату на страни Тројанаца и предводио људе из Ализоније. Убио га је Агамемнон.[1]
2. У истом делу се појављује још једна личност са овим именом, али на супротној страни зараћених страна. Био је гласник и у друштву оних који су убеђивали Ахила да се врати у борбу од које је у једном тренутку одустао.[2]

## Биологија
Латинско име ових личности (Odius) је назив за род ракова.